# Carbutamidă
Carbutamida este un medicament antidiabetic din clasa sulfonilureelor de generația 1 și a fost utilizat în tratamentul diabetului zaharat de tipul 2. Medicamentul a fost retras de pe piață.
Molecula a fost patentată în 1953 și a fost aprobată pentru uz medical în anul 1956.